# تشيما دي روسو
تشيما دي روسو (بالإنجليزية: Cima di Rosso)‏ هو أحد جبال سلسلة سلسلة بريغاغليا وجزء من القمة الأم تشيما دي كاستيلو يقع في كانتون غراوبوندن، سويسرا. يبلغ ارتفاع الجبل حوالي 3366 متر، بينما يبلغ ارتفاع نتوء الجبل 266 متر.